# サイエンス・ニュース
サイエンス・ニュース（Science News、略称: SN) は、アメリカ合衆国で発行されている隔週刊の科学雑誌である。最近の科学技術関連の雑誌から抜粋した、科学・技術開発に関する短い記事を掲載している。
『サイエンス・ニュース』は、1920年にE・W・スクリップスによって設立された非営利団体であSociety for Science & the Publicによって、1922年から発行されている。アメリカ人化学者エドウィン・エメリー・スロッソンが最初の編集長(Editor in Chief)を務めた。1966年までは、サイエンス・ニュース・レター(Science News Letter)と呼ばれていた。1966年3月12日号（89巻11号）でサイエンス・ニュースに改題された。
2007年にトム・ジークフリード(Tom Siegfried)が編集長に就任した。2012年にジークフリードが退任し、エヴァ・エマーソン(Eva Emerson)が編集長に就任した。2017年、エマーソンは退任し、新しいデジタルマガジン『アニュアル・レビュー』の編集長に就任した。2018年2月1日、ナンシー・シュート(Nancy Shute)が編集長に就任した。
2008年4月、発行間隔が週刊から現在の隔週刊へと変更され、ウェブサイトもリニューアルされた。2008年4月12日号（173巻15号）が週刊誌としての最後の号となった。隔週刊の最初の号（173巻16号）は4週間間を空けた5月10日付で、デザインが一新された。